# Moringa ovalifolia
Moringa ovalifolia är en tvåhjärtbladig växtart som beskrevs av Moritz Kurt Dinter och Berger. Moringa ovalifolia ingår i släktet Moringa och familjen Moringaceae. Inga underarter finns listade i Catalogue of Life.

## Bildgalleri

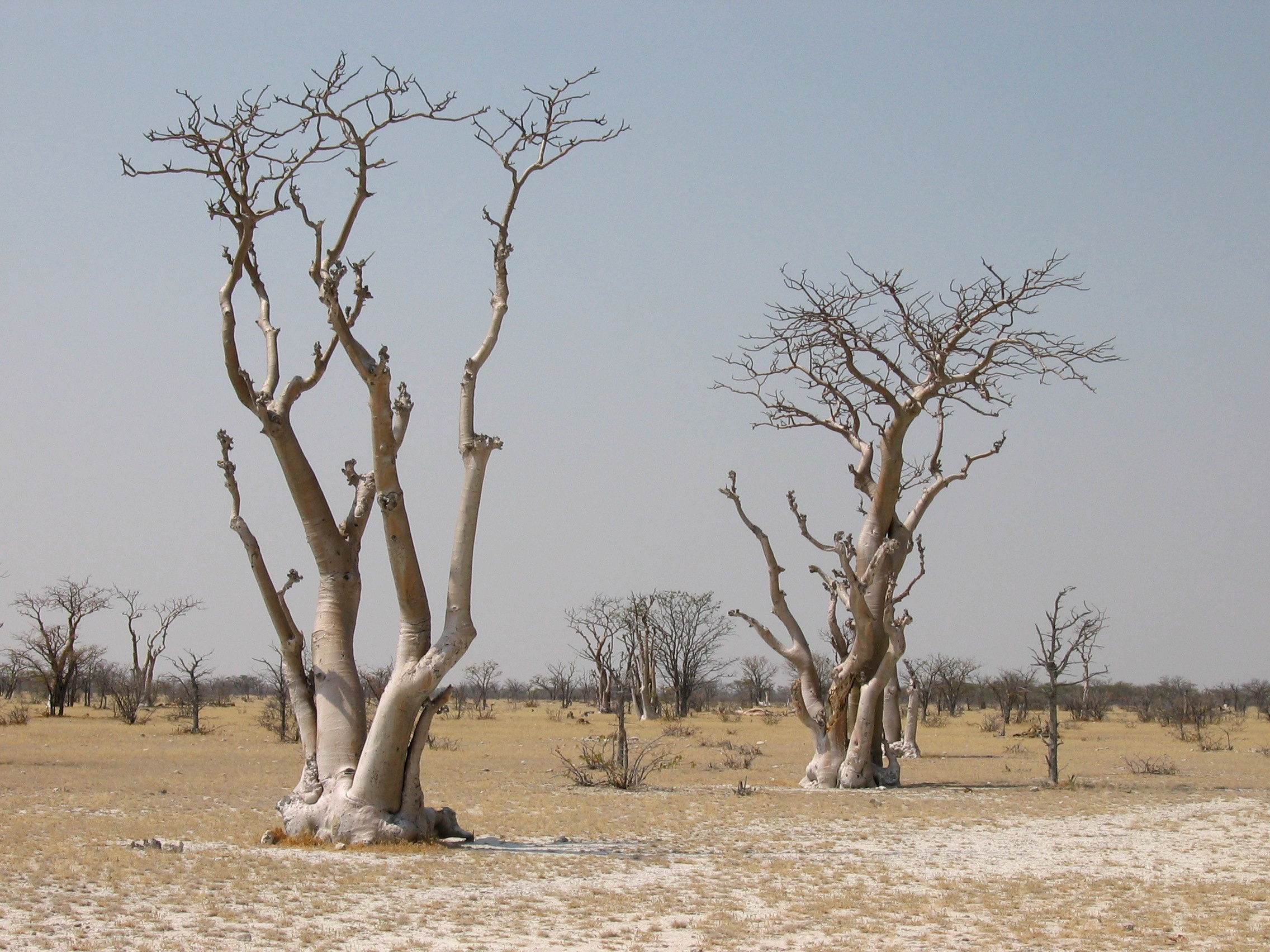
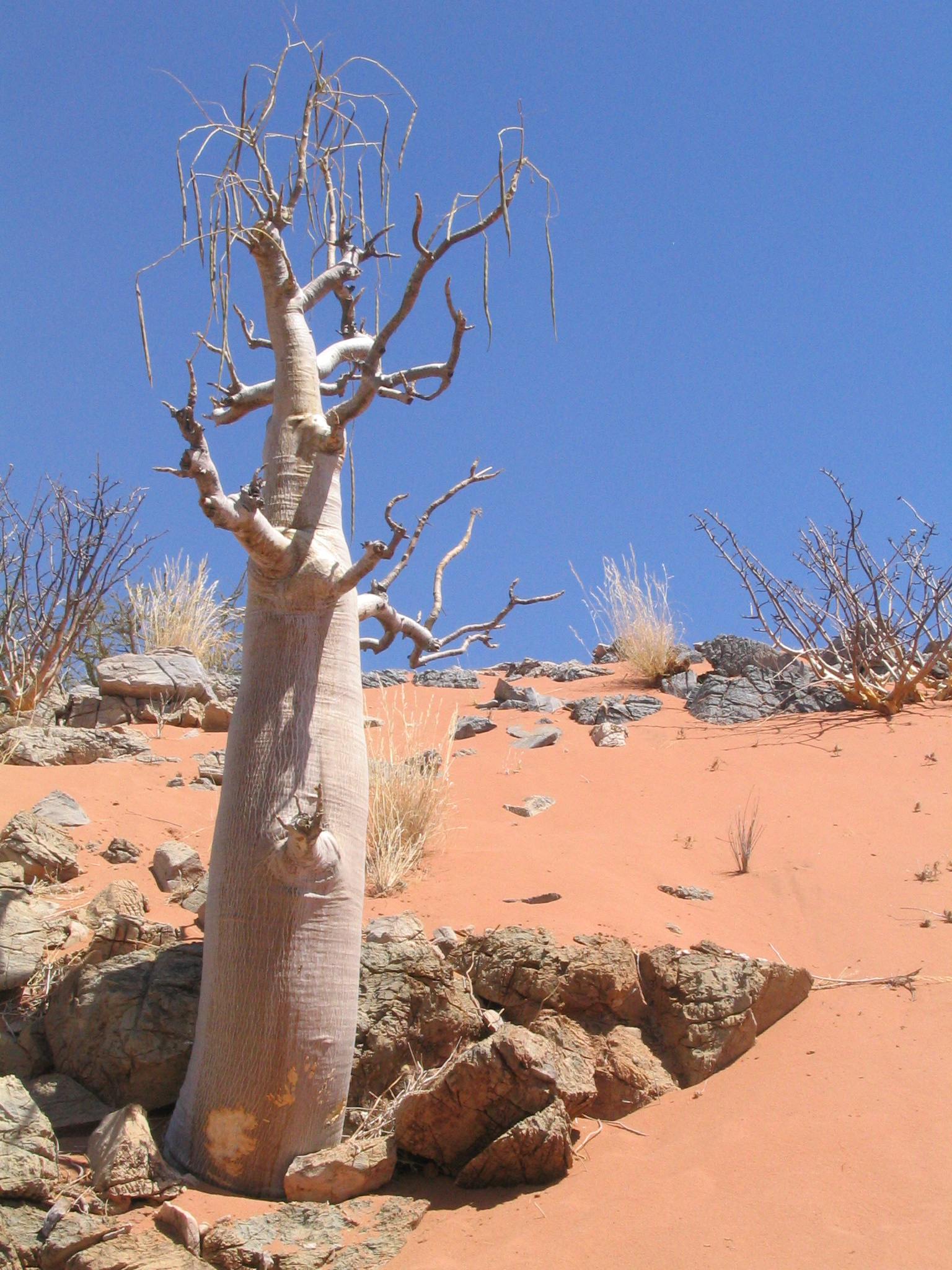
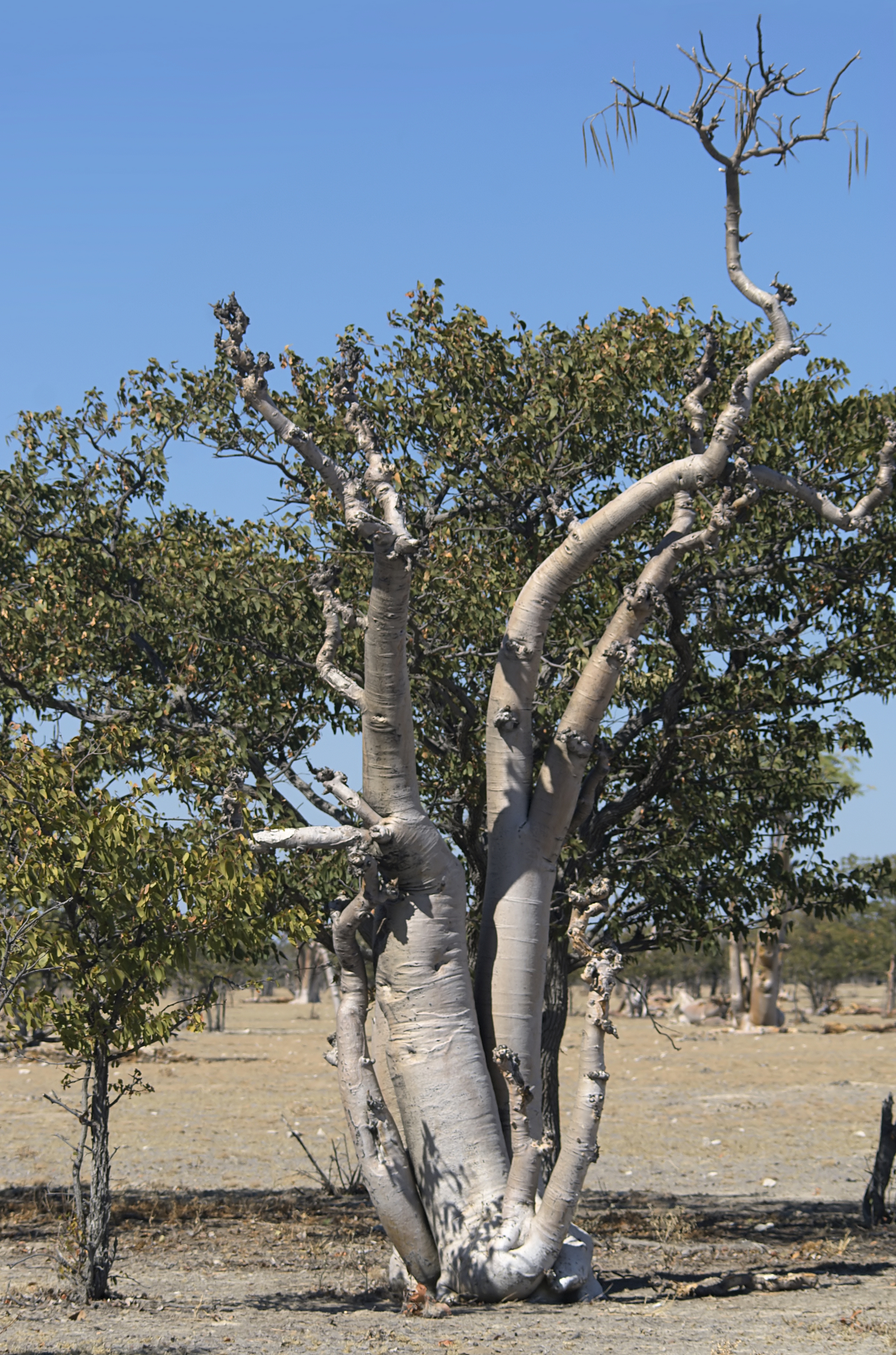